# Koňkovo (stanice metra v Moskvě)

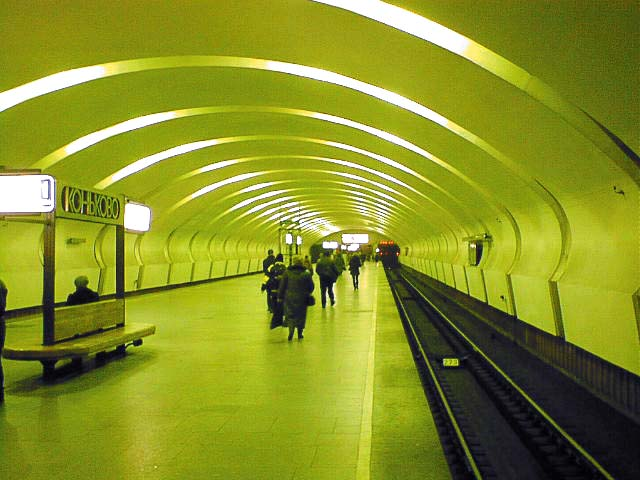
Stanice Koňkovo

Koňkovo (rusky Коньково) je stanice moskevského metra.

## Charakter stanice
Koňkovo se nachází na Kalužsko-Rižské lince, v její jižní části. Je to podzemní, mělce založená (8 m pod povrchem) stanice, vybudována jako jednolodní, s monolitickou betonovou konstrukcí. Stěny za nástupištěm plynule přecházejí ve strop a tvoří tak jeden oblouk. Stanice má dva výstupy, vedoucí po pevných schodištích do podzemních vestibulů. Koňkovo bylo otevřeno jako součást úseku Běljajevo – Ťoplyj Stan 6. listopadu 1987. Jeho název byl stanoven podle stejnojmenné čtvrti, pod kterou se nachází.